# 58. Münchner Sicherheitskonferenz
Die 58. Münchner Sicherheitskonferenz (MSC 2022) fand vom 18. bis 20. Februar 2022 im Hotel Bayerischer Hof in München statt, aufgrund der COVID-19-Pandemie jedoch im kleineren Rahmen als zuvor. Sie stand unter dem Motto „Turning the Tide – Unlearning Helplessness“ und unter dem Eindruck einer zunehmend eskalierenden Lage zwischen Russland und der Ukraine. Kurz darauf begann Russland mit der Invasion der Ukraine.
Es war die letzte von Wolfgang Ischinger moderierte Sicherheitskonferenz. Zum Abschluss der Veranstaltung übergab er den Vorsitz der Münchner Sicherheitskonferenz an seinen Nachfolger, Botschafter Christoph Heusgen.

## Teilnehmer

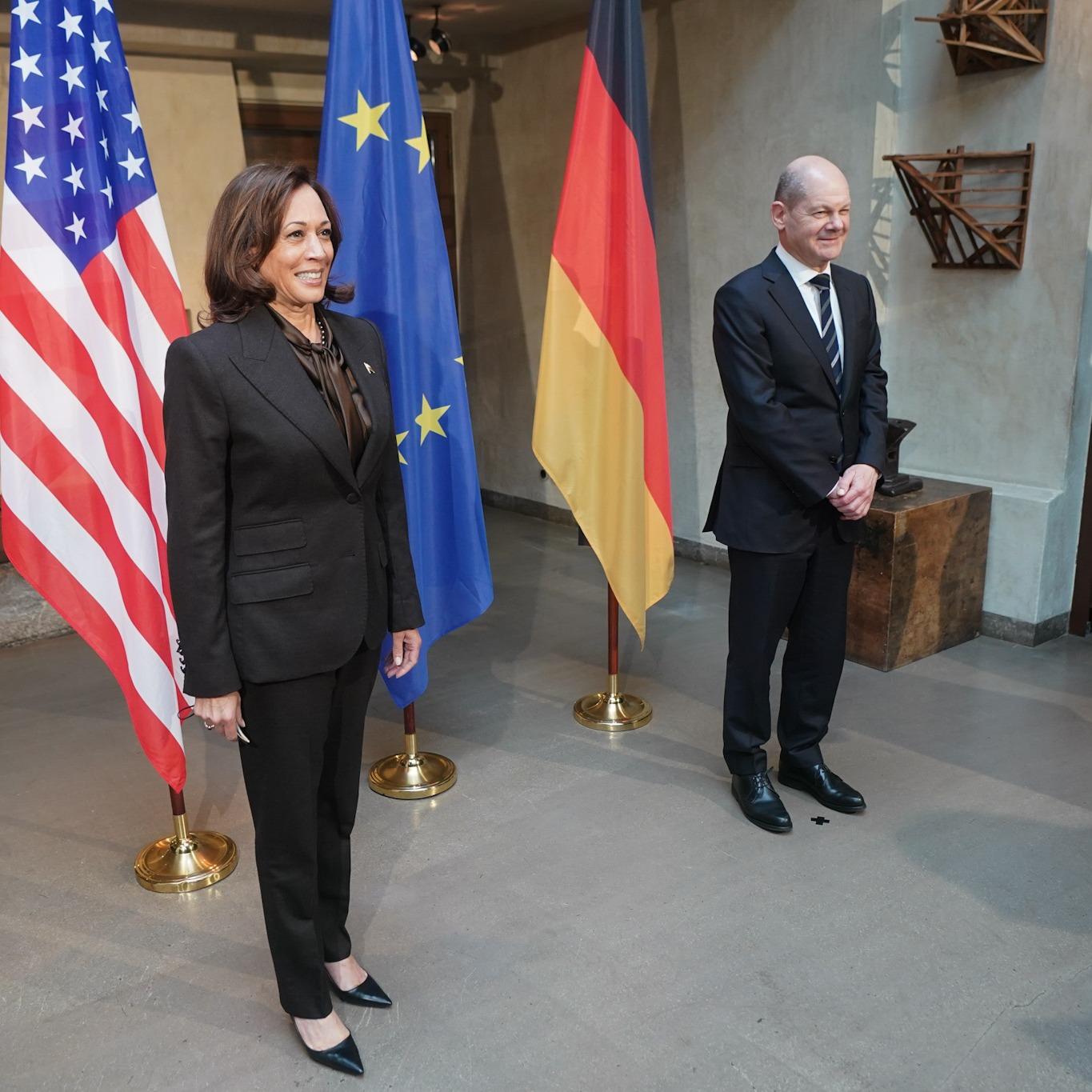
Kamala Harris und Olaf Scholz auf der 58. Münchner Sicherheitskonferenz

Gäste bei der Sicherheitskonferenz waren unter anderem:
- Olaf Scholz, deutscher Bundeskanzler
- Annalena Baerbock, deutsche Außenministerin
- Jean-Yves Le Drian, französischer Außenminister
- Ursula von der Leyen, EU-Kommissionspräsidentin
- Kamala Harris, US-Vizepräsidentin
- Antony Blinken, US-Außenminister
- Nancy Pelosi, Sprecherin des US-Repräsentantenhauses
- Jens Stoltenberg, NATO-Generalsekretär
- Wolodymyr Selenskyj, Präsident der Ukraine
- Antonio Guterres, UN-Generalsekretär
- Tedros Adhanom Ghebreyesus, WHO-Generaldirektor
- Wang Yi, chinesischer Außenminister (per Video zugeschaltet[6])
- Subrahmanyam Jaishankar, indischer Außenminister
- Yoshimasa Hayashi, japanischer Außenminister
- Naledi Pandor, südafrikanische Außenministerin
- Boris Johnson, britischer Premierminister
- Mateusz Morawiecki, polnischer Premierminister
- Kyriakos Mitsotakis, griechischer Premierminister
- Kaja Kallas, estnische Premierministerin
- Swjatlana Zichanouskaja, belarussische Oppositionsführerin
- Bill Gates, amerikanischer Unternehmer
- Pälvi Pulli, Chefin Sicherheitspolitik des Schweizer Verteidigungsministeriums[7]

Russland entsandte zum ersten Mal seit Ende des Kalten Krieges keine hochrangigen Staatsvertreter zu dem diplomatischen Treffen.

## Themen
Die Konferenz endete vier Tage vor dem russischen Überfall auf die Ukraine am 24. Februar. Der Russland-Ukraine-Konflikt war das prägende Thema. Angesprochen auf den Wunsch der Ukraine, der NATO beizutreten, gab sich EU-Außenbeauftragter Borrell zurückhaltend. Man unterstütze die Ukraine finanziell, seit Russland 2014 die Krim annektiert habe. Um Sicherheit liefern zu können, müsse Europa im Verteidigungsbereich stärker werden, hatte die französische Verteidigungsministerin Florence Parly zuvor unterstrichen. Berlin deutete eine Erhöhung der Verteidigungsausgaben an, lehnt Waffenlieferungen an Kiew jedoch weiter ab. An die Adresse Russlands gerichtet drohte der EU-Ratschef Michel einmal mehr mit scharfen Sanktionen.
Von russischer Seite nahm erstmals kein Regierungsvertreter an der Konferenz teil. Teilnehmer der Konferenz forderten Russland auf, vom Einmarsch in die Ukraine abzusehen; anderenfalls würden schwere Wirtschaftssanktionen die Folge sein. Der amerikanische Außenminister Antony Blinken erneuerte aber zugleich auch sein Verhandlungsangebot. Er werde sich mit dem russischen Außenminister Sergei Lawrow am Mittwoch, dem 23. Februar in Europa treffen, sofern Russland nicht vorher mit dem Krieg beginne. Der chinesische Außenminister Wang Yi betonte die Souveränität der Ukraine, sprach sich gleichzeitig aber gegen eine Osterweiterung der NATO aus. Der ukrainische Präsident Wolodymyr Selenskyj warf dem Westen Sprach- und Tatenlosigkeit sowie Indifferenz vor; er erwarte sich mehr echte Unterstützung statt „leerer Worte“.
Darüber hinaus gab es ein weites Spektrum an Veranstaltungen, die verschiedene regionale Konflikte beleuchtet haben und unter anderem Bereiche menschlicher Sicherheit behandelten; es wurde sich mit Themen wie Globaler Gesundheit, Ernährungsunsicherheit und einer Genderperspektive in der Sicherheitspolitik beschäftigt.